# Sternarchorhynchus roseni
Sternarchorhynchus roseni és una espècie de peix pertanyent a la família dels apteronòtids.

## Descripció
- Pot arribar a fer 41,7 cm de llargària màxima.
- 187-215 radis tous a l'aleta anal.
- 82-84 vèrtebres.
- Durant certes èpoques de l'any, els mascles desenvolupen unes dents als extrems de la mandíbula inferior, les quals són probablement emprades en els enfrontaments previs a l'aparellament.[5][6]

## Hàbitat
És un peix d'aigua dolça, bentopelàgic i de clima tropical.

## Distribució geogràfica
Es troba a Sud-amèrica: conques dels rius Orinoco i Amazones.

## Observacions
És inofensiu per als humans.